# Таксиста
Таксиста (енгл. Taxi Driver) је амерички филм из 1976. у режији Мартина Скорсезеа снимљен по сценарију Пола Шрејдера. Главну улогу тумачи Роберт де Ниро, а остатак глумачке екипе чине Џоди Фостер, Харви Кајтел, Сибил Шеперд, Питер Бојл и Алберт Брукс.
Био је номинован за пет награда Оскар и освојио је Златну палму на Филмском фестивалу у Кану 1976. године. Филмски критичари, режисери и публика често га наводе као један од најбољих филмова свих времена.

## Радња
Радња се одвија у Њујорку по завршетку Вијетнамског рата и прати психички нестабилног ратног ветерана, бившег маринца, Трејвиса Бејкла који вози такси у ноћној смени зато што не може да спава. Трејвис крстари улицама Њујорка у ноћи и у могућности је да види све облике деградације велеградског живота: корупцију, проституцију, лаж на биоскопским и ТВ-екранима, на којима девојка што му не узвраћа љубав рекламира спреј за косу, а у паузи ради у кампањи за новог председника државе. Многе ствари види кроз ветробран својих кола и, нарочито, у ретровизору. Гледајући друге, стално се уверава да њега нико не види. Сам је, а гомила око њега гура га, вређа или му ласка. Непримећен је, па остаје и даље у свом усамљеничком маштовитом свету. У очима својих обесних, љубазних, бестидних муштерија он је део таксија, нешто слично волану, пепељари или фару... Таксист је прича о усамљеном, непримећеном човеку који чезне да буде запажен, признат, вољен, али то у животу и међу људима којима је окружен није могуће. Осим да то стекне насилно. И он ће то и учинити... Крај филма је застрашујући. Пошто му не полази за руком да убије председничког кандидата, Трејвис окреће свој гнев и своје оружје према подводачима у подземљу. Следи право крвопролиће у којем Трејвис бива рањен, али остаје жив и (иронија) постаје херој. Скорсезеов коментар на све то је без иједне речи: серија крупних планова оружја које се користи за убијање. Јасно је да је поборник ограничења продаје оружја, коју утолико више осуђује показујући смешну лакоћу с којом Трејвис долази до свог убојитог арсенала. Ипак, не би се могло рећи да је ово филм о ограничењу личног наоружања: Трејвисова личност (Роберт Де Ниро) је исувише компликована да би се смела упростити на тај начин. Његова неуредна соба, закрчена растуреном постељом и неопраним посуђем, дијаметрално је супротна привлачности коју он осећа према чистој, беспрекорно одевеној и окупаној девојци која се бави политиком, Бетси (Сибил Шепард). Проституција буди у Трејвису револт, а ипак, једини извор његовог уживања је у гледању порно филмова. Очигледно је да управо овакве супротности одушевљавају Скорсиза. Кроз кадрове неоном осветљених ресторана који раде читаву ноћ, 42. улице и проститутки, сумњивих зграда и улица Харлема где се млади забављају на свој начин, он нам тај свет весеља и забаве показује из најмање забавног угла. Само такав град може једног таквог психопату, до зуба наоружаног, да произведе у хероја. Аутор изванредне музике у овом филму је Бернардо Херман, умро је само неколико часова након што је снимио музику за ово дело. То је једно од његових најбољих остварења, испуњено дрхтавим, злослутним бубњањем, раскошним пасажима саксофона у правом моменту који подвлаче Трејвисово (Де Ниро) све дубље понирање у лудило. Ово је редитељски снажан и мајсторски Скорсизов филм који је права ревија глумачког дијапазона Роберта Де Нира. Вешта режија дала је филму квази-документаристичку фактуру а социјална прича страве сценаристе Пола Шрејдера је редитељски исликана застрашујуће веродостојно. Таксист је филм који протреса, застрашује, али и бескрајно узбуђује због свог погледа на Њујорк седамдесетих година двадесетог века. Критика је оценила да је у овом филму Де Ниро истовремено патетично и смртоносно, опасно шармантан као Трејвис који ноћу луња велеградом и систематично припрема свој крвави обрачун. У последњој секвенци филма опет видимо Де Нира за воланом и она показује да Трејвис није излечен, већ да је велеград у којем живи луђи од њега.

## Улоге
| Глумац         | Улога                   |
| -------------- | ----------------------- |
| Роберт де Ниро | Трејвис Бејкл           |
| Џоди Фостер    | Ајрис "Изи" Стинсма     |
| Харви Кајтел   | Метју "Спорт" Хигинс    |
| Сибил Шеперд   | Бетси                   |
| Алберт Брукс   | Том                     |
| Ленард Харис   | сенатор Чарлс Палантајн |
| Питер Бојл     | "Визард"                |